# Kaiyuan (Yunnan)
Kaiyuan is een stad in de provincie Yunnan van China. Kaiyuan is ook een arrondissement. De kolenmijn van de stad Xiaolongtan ligt in het arrondissement. 